# Трошин, Александр Алексеевич
Александр Алексеевич Трошин (род. 5 июня 1960 года) — российский художник, академик Российской академии художеств (2017).

## Биография
Родился 5 июня 1960 года, живёт и работает в Москве.
Окончил Московский художественный институт имени В. И. Сурикова, затем учился в творческой мастерской графики РАХ под руководством академика РАХ Н. А. Пономарева.
СС 1992 года — член Московского Союза художников, с 2017 года — член Творческого Союза Художников России.
В 2017 году — избран членом-корреспондентом, в 2021 году - академиком Российской академии художеств от Отделения графики.
С 2013 года — заведующий Творческими мастерскими РАХ, на этом должности организовал большие образовательно-просветительские выставочные проекты, посвященные 260-летию Российской академии художеств и 70-летию академических Творческих мастерских в Симферополе, Севастополе и Москве, выставочный проект Российской академии художеств «Школа художника. Творческие мастерские Российской академии художеств» в Музейно-выставочном комплексе Российской академии художеств, в галерее искусств Зураба Церетели (Москва).

## Творческая деятельность
Основные произведения: «В местах моего детства», серия пейзажей «Среднее Поволжье», выполненная в технике карандаша, серия пастелей «Крым осенью», графические серии «Коктебель», «Подмосковная весна» и другие; более 500 произведений графического дизайна для текстильной промышленности, показанных на престижных ежегодных международных выставках «Printsource New Уогк» в Нью-Йорке (США); монументальные многофигурные сюжетные росписи «Южный пейзаж», «Крещение Руси», «Вера, надежда, любовь» для ряда общественных зданий в Москве и Подмосковье.
Произведения представлены во многих коллекциях как в России, так и за рубежом.
С 1993 года — постоянный участник московских, российских, международных и зарубежных выставок.

## Награды
- Благодарность Президента Российской Федерации (2016)
- Благодарность Музейного объединения «Музей Москвы» (2014)
- Благодарственное письмо "Государственный историко-архитектурный и художественный музей-заповедник «Казанский кремль» (2016)
- Благодарность Министерства культуры Республики Крым за организацию выставочного проекта, посвященного 260-летию Российской академии художеств
- Благодарственное письмо Правительства Севастополя Главного Управления культуры города Севастополя за организацию выставки произведений академиков и художников-стажеров творческих мастерских РАХ (2017), посвященной 90-летию Севастопольского художественного музея им. М. П. Крошицкого и 260-летию РАХ (2017)